# 史簡
史簡（1453年—？），字公鑒，河南河南府洛陽縣人，民籍，明朝政治人物。

## 生平
河南鄉試第四十九名舉人。成化十七年（1481年）中式辛丑科會試第一百四十五名，三甲第六名進士。弘治元年（1488年）任巡按直隶御史，历官苏州府、安庆府知府，十五年十月升陕西右参政，正德元年（1506年）七月升山西右布政使。

## 家族
曾祖史從讓；祖父史玉；父史儀，知縣。母前母陳氏；母鄧氏。慈侍下。